# Daňový doklad
Daňový doklad je faktura nebo účtenka (někdy také paragon), který musí mít náležitosti stanovené § 26-35 zákona o DPH. Daňový doklad musí vystavit každý plátce daně z přidané hodnoty.
Podle způsobu platby a výše zdanitelného plnění existují dva typy daňových dokladů:
- zjednodušený daňový doklad – používá se při platbě v hotovosti, pokud částka nepřesahuje částku 10 tisíc Kč.
- běžný daňový doklad – používá se ve všech ostatních případech.

Souhrnný daňový doklad je daňovým dokladem (daňový doklad u DPH), který může vystavit plátce DPH na několik samostatných zdanitelných plnění nebo plnění, na které se vztahuje osvobození od daně s nárokem na odpočet daně pro jednu osobu.

## Zjednodušený daňový doklad
Lze ho použít pouze při nákupu za hotovost nebo při placení kartou či šekem, a to do 10 000 Kč včetně DPH.
Zjednodušený daňový doklad musí obsahovat:
- obchodní firmu (resp. jméno a příjmení)
- sídlo nebo místo podnikání resp. bydliště plátce, který uskutečňuje zdanitelné plnění
- daňové identifikační číslo plátce, který uskutečňuje zdanitelné plnění
- pořadové číslo dokladu
- rozsah a předmět zdanitelného plnění
- datum vystavení dokladu
- datum uskutečnění zdanitelného plnění
- výše ceny celkem (včetně DPH)
- základní nebo snížená sazba daně, případně sdělení, že se jedná o zdanitelné plnění osvobozené od povinnosti uplatnit daň na výstupu podle § 46 nebo 47 zákona o dani z přidané hodnoty

## Běžný daňový doklad
Běžný daňový doklad obsahuje všechny náležitosti zjednodušeného daňového dokladu a navíc obsahuje:
- identifikační údaje o příjemci zdanitelného plnění (kupujícím)
- základ DPH a vyčíslenou DPH

## Souhrnný daňový doklad
Souhrnný daňový doklad je daňovým dokladem (daňový doklad u DPH), který může vystavit plátce DPH na několik samostatných zdanitelných plnění nebo plnění, na které se vztahuje osvobození od daně s nárokem na odpočet daně pro jednu osobu. Pokud se pro jeho vystavení plátce rozhodne, je povinen jej vystavit nejpozději do 15 dnů od konce kalendářního měsíce, ve kterém se uskutečnilo první zdanitelné plnění nebo byla přijata první platba za plnění uvedená na tomto souhrnném daňovém dokladu. Údaje společné pro všechna samostatná zdanitelná plnění nebo plnění osvobozená od daně s nárokem na odpočet daně mohou být na souhrnném daňovém dokladu uvedeny pouze jednou, další údaje potřebné pro stanovení daňové povinnosti musí být uvedeny zvlášť pro každé samostatné plnění.

## Význam účtenky pro obchodníka
Pro obchodníka je účtenka cenným zdrojem informací, jaké položky a v jakých obchodech zákazníci chtějí, které pomáhají při tvorbě nabídky pro zákazníka a slev. Z účtenek lze získat informace, jak rychle se prodává aktuální nabídka a o jaké další zboží mají zákazníci zájem ve spojení s položkou, která je zrovna v akci.